# Arcipelago dell'imperatrice Eugenia
L'arcipelago dell'imperatrice Eugenia (in russo Архипелаг императрицы Евгении, Archipelag imperatricy Evgenii) è un gruppo di isole russe situate nel golfo di Pietro il Grande nel Mar del Giappone. Si trovano a sud-ovest della città di Vladivostok, di cui fanno parte amministrativamente; a sud-ovest delle isole si trova un altro arcipelago, quello di Rimskij-Korsakov. La popolazione totale, nel 2005, era di 6.810 persone. La più grande è l'isola Russkij che occupa i due terzi della superficie totale dell'arcipelago e raggiunge l'altezza massima di 291,2 m s.l.m.

## Isole dell'arcipelago
L'arcipelago è composto da 5 isole maggiori:
- Isola Russkij (Остров Русский, ostrov Russkij). L'isola più grande; ha una forma molto irregolare, con coste ricche di insenature e promontori. Ha una lunghezza di 18 km, una larghezza di 13 km e un'area di 97,6 km².
- Isola di Popov, situata nella parte settentrionale del golfo di Pietro il Grande circa 20 km a sud-ovest di Vladivostok, ha una superficie di 12,4 km².
- Isola di Rejneke, si trova 450 m a sud dell'isola di Popov e ha una superficie di 4,63 km².
- Isola di Rikord, si trova poco meno di 3 km a sud-ovest dell'isola di Rejneke da cui è separata dallo stretto dell'Amur (пролив Амурский, proliv Amurskij).
- Isola di Škot, situata sulla costa meridionale dell'isola Russkij, è ad essa collegata da una striscia di terra ghiaiosa lunga circa 100 m.

E comprende una ventina di isolette minori, tra cui:
- Isola di Elena (остров Елены, ostrov Eleny), un'isola artificiale all'estremità settentrionale della penisola Sapërnyj dell'isola Russkij, ha una superficie di 1,45 km².
- Isola Uši (остров Уши, ostrov Uši), piccolo isolotto situato a ovest dell'isola di Elena.
- Isola di Naumov (остров Наумова, ostrov Naumova), una piccola isola a est di Popov, con una superficie di 0,18 km²; è una delle isolette che chiude a nord-est la baia Pograničnaja.
- Isola di Klykov (остров Клыкова, ostrov Klykova), a sud-est di Naumov, è la più esterna tra le isole che chiudono la baia Pograničnaja.
- Isola di Karamzin, situata circa 3 km a sud-est dell'isola di Rikord.
- Isola di Sergeev, situata circa 2,3 km a sud-ovest dell'isola di Rikord.

## Storia
Le isole sono state scoperte da navigatori francesi e inglesi agli inizi del 1850, nello stesso anno all'arcipelago è stato dato il nome dell'imperatrice Eugenia de Montijo moglie di Napoleone III e ultima sovrana di Francia. Le isole sono state poi mappate dai francesi nel 1855. Nel 1858, l'arcipelago è stato esplorato dall'equipaggio russo della corvetta America, capitanata da Evfimij Vasil'evič Putjatin. Nel 1859, è stato parzialmente descritto dagli equipaggi del clipper Shooter e, ancora, della corvetta America. Nello stesso anno è stata pubblicata la prima mappa russa del golfo di Pietro il Grande, con le sue isole in parte tracciate. Nel 1862, l'arcipelago è stato ampiamente esaminato dall'ufficiale e idrografo russo Vasilij Matveevič Babkin, che ha permesso, nel 1865, di pubblicare una mappa completa del golfo di Pietro il Grande con i completi rilievi dell'arcipelago.
In epoca sovietica il nome delle isole dell'arcipelago scomparve e furono chiamate semplicemente isola Russkij e, genericamente, "isole a sud di Russkij". Nel 1994, hanno ripreso l'antico nome .

## Galleria d'immagini

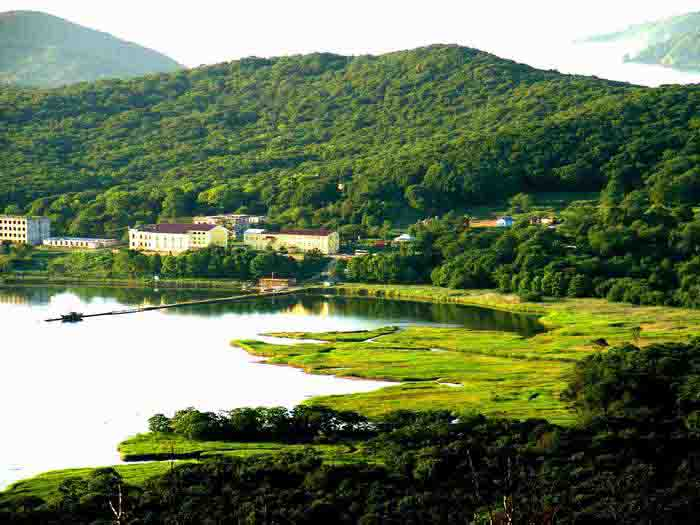
Isola Russkij
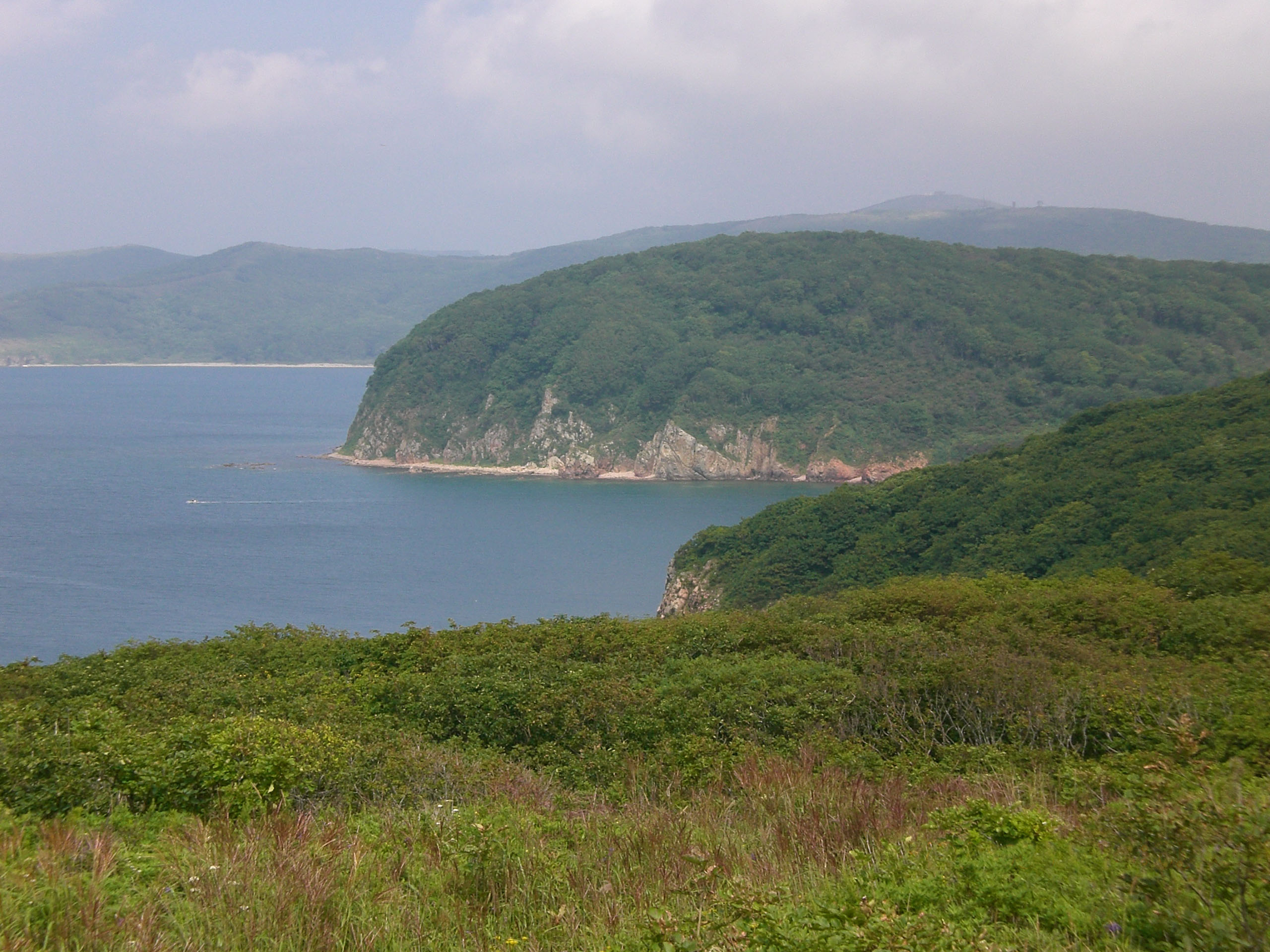
Isola di Škot
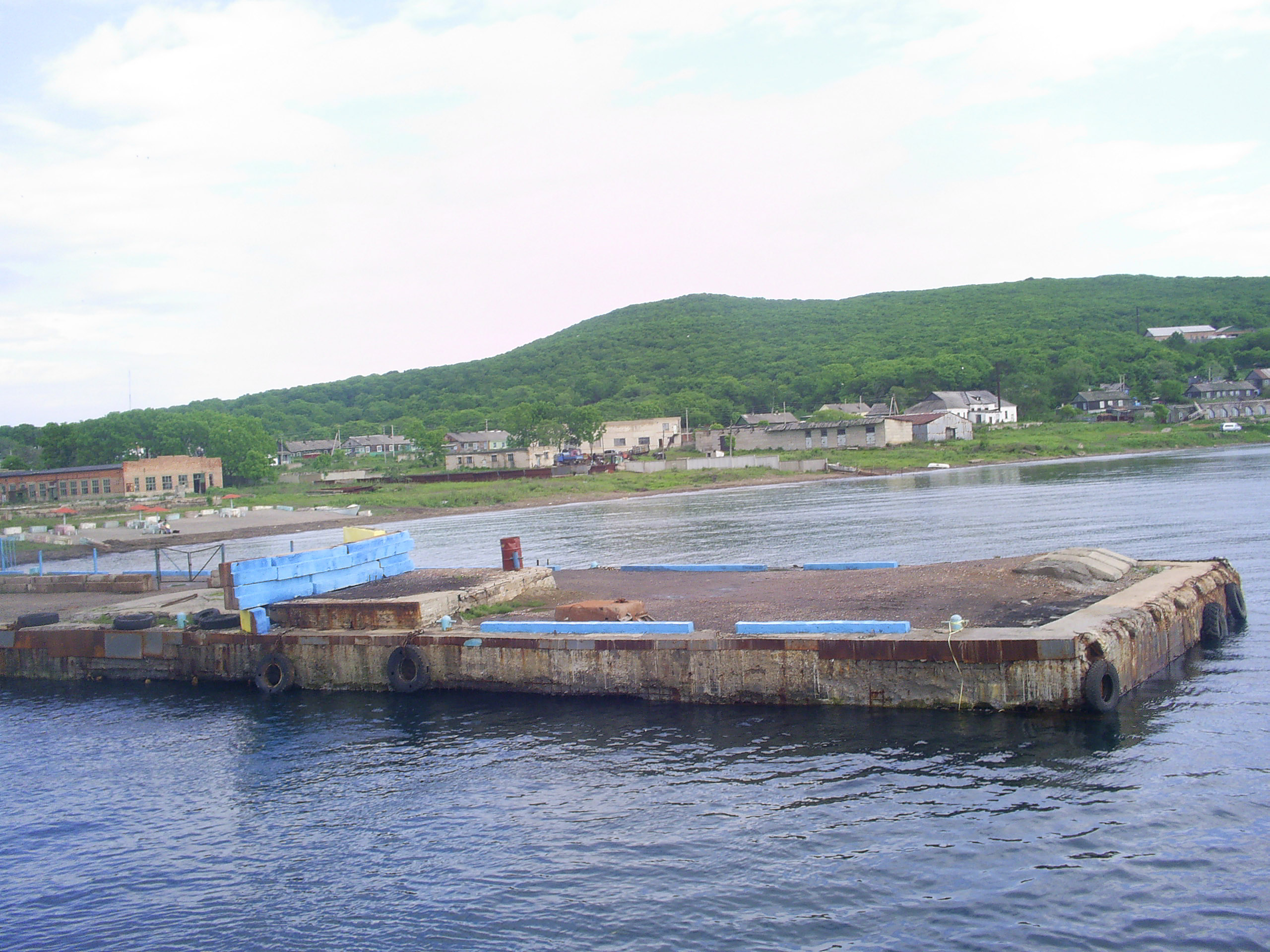
Isola di Popov
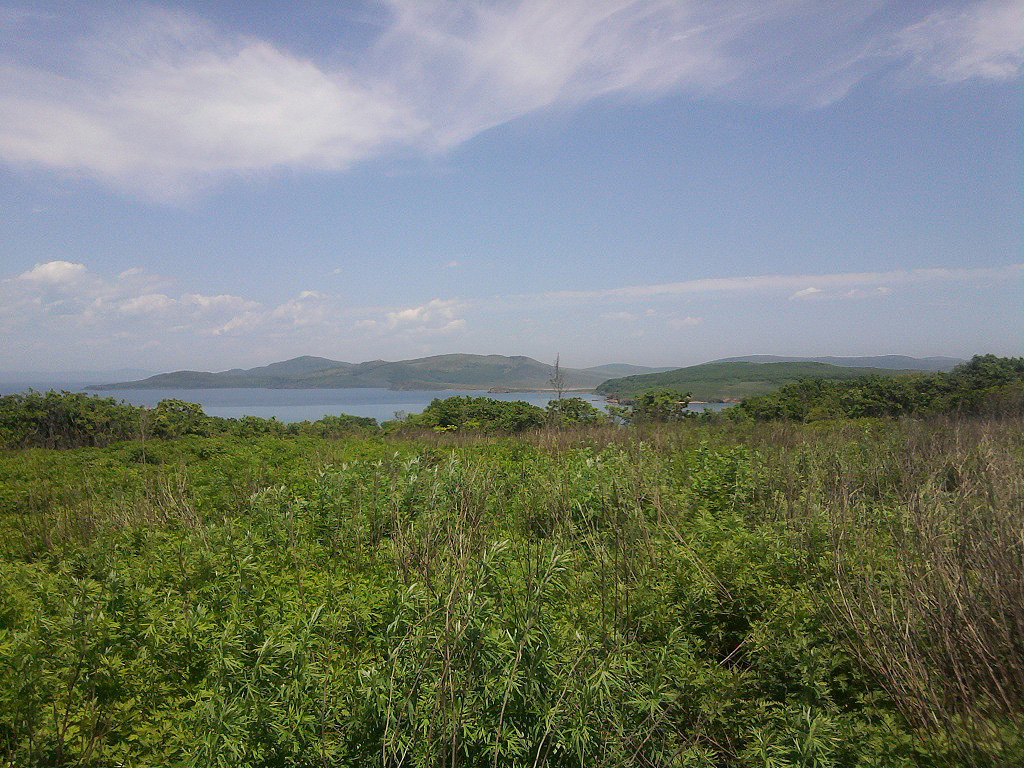
Isola di Rejneke
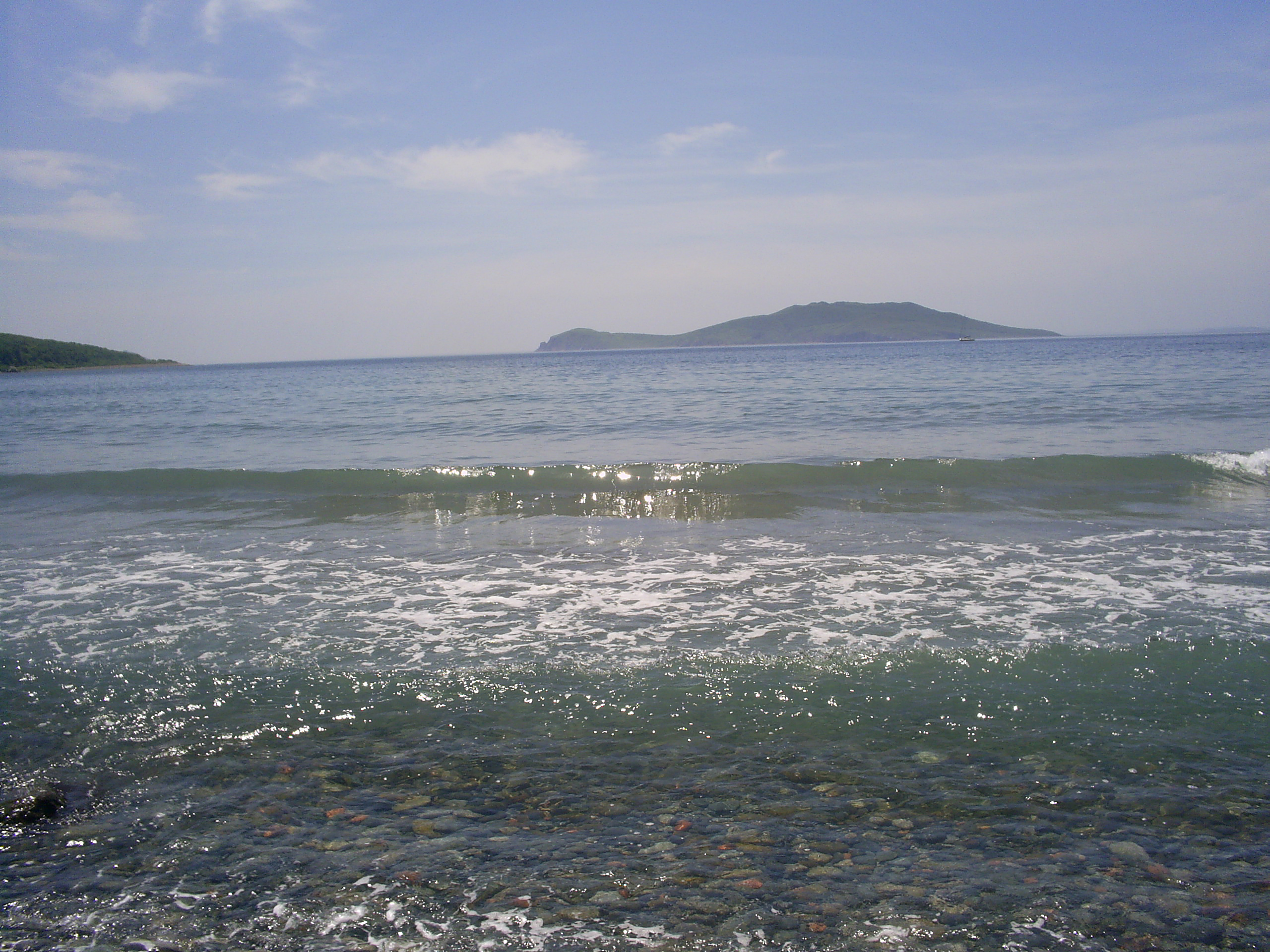
Isola di Rikord